# Željko Dimitrijević
Željko Dimitrijević (Petrovac na Mlavi, 4 gennaio 1971) è un atleta paralimpico serbo appartenente alla categoria F51, specializzato nel lancio della clava.

## Biografia
Nel 2012 ha preso parte ai Giochi paralimpici di Londra, dove ha conquistato la medaglia d'oro nel lancio della clava F31/32/51, facendo registrare il nuovo record del mondo con la misura di 26,88 m.
Nel 2015 si è classificato primo nel lancio della clava F51 ai campionati mondiali paralimpici di Doha e nel 2016, dopo il primo posto agli europei paralimpici di Grosseto, è tornato a calcare la pedana ai Giochi paralimpici di Rio de Janeiro, dove ha conquistato un'altra medaglia d'oro e ha migliorato il record del mondo con 29,69 m.
Nel 2017 torna a migliorare il record del mondo del lancio della clava F51, portandolo a 31,99 m ai campionati mondiali paralimpici di Londra, dove è salito sul gradino più alto del podio. Ha raggiunto lo stesso risultato ai campionati europei paralimpici di Berlino.
Ai mondiali paralimpici di Dubai 2019 guadagna un'altra medaglia d'oro nel lancio della clava F51 e nel 2021 arriva primo anche ai campionati europei paralimpici di Bydgoszcz, dove fa registrare un nuovo record del mondo con la misura di 34,71 m conquistando la qualificazione ai Giochi paralimpici di Tokyo.

## Record nazionali
- Lancio della clava F51: 34,71 m  ( Bydgoszcz, 2 giugno 2021)

## Palmarès
| Anno | Manifestazione       | Sede           | Evento                       | Risultato | Prestazione | Note                          |
| ---- | -------------------- | -------------- | ---------------------------- | --------- | ----------- | ----------------------------- |
| 2012 | Giochi paralimpici   | Londra         | Lancio della clava F31/32/51 | Oro       | 26,88 m     | Record mondiale               |
| 2015 | Mondiali paralimpici | Doha           | Lancio della clava F51       | Oro       | 26,29 m     | Record dei campionati         |
| 2016 | Europei paralimpici  | Grosseto       | Lancio della clava F51       | Oro       | 27,04 m     | Record mondiale               |
| 2016 | Giochi paralimpici   | Rio de Janeiro | Lancio della clava F51       | Oro       | 29,69 m     | Record mondiale               |
| 2017 | Mondiali paralimpici | Londra         | Lancio della clava F51       | Oro       | 31,99 m     | Record mondiale               |
| 2018 | Europei paralimpici  | Berlino        | Lancio della clava F51       | Oro       | 32,23 m     | Record dei campionati         |
| 2019 | Mondiali paralimpici | Dubai          | Lancio della clava F51       | Oro       | 33,82 m     | Record dei campionati         |
| 2021 | Europei paralimpici  | Bydgoszcz      | Lancio della clava F51       | Oro       | 34,71 m     | Record mondiale               |
| 2021 | Giochi paralimpici   | Tokyo          | Lancio della clava F51       | Argento   | 35,29 m     | Miglior prestazione personale |
| 2024 | Mondiali paralimpici | Kōbe           | Lancio della clava F51       | Oro       | 34,20 m     | Record dei campionati         |
| 2024 | Giochi paralimpici   | Parigi         | Lancio della clava F51       | Bronzo    | 34,18 m     |                               |